# Kamatella indica
Kamatella indica är en svampart som beskrevs av Anahosur 1969. Kamatella indica ingår i släktet Kamatella, divisionen sporsäcksvampar och riket svampar.   Inga underarter finns listade i Catalogue of Life.